# Pa tabun
El pa tabun (en àrab خبز طابون, ẖubz ṭābūn) o lafa (en àrab لفة, lafa; en hebreu לאפה) és un pa pla d'Orient Mitjà. A Jerusalem també se l'anomena esh-tanur (en hebreu אַשתנוּר). És un tipus de pa pla que, de forma tradicional en moltes cuines de la regió, es fa coure dins d'un forn tabun i es sol menjar untat amb una ampla gamma de productes alimentaris, o també es sol emprar com embolcall de diferents aliments. El pa tabun és un clàssic de la cuina del Proper Orient a tot el món, i es sol vendre en parades de menjar ràpid al carrer, de vegades farcit amb hummus, falàfel o xauarma.

## Variacions

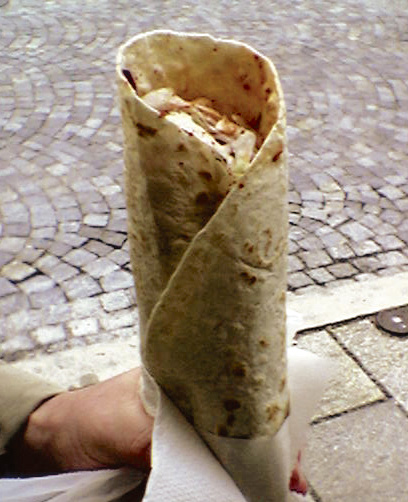
Laffa

- El pa lafa, que és lleugerament tou, semblant a la pita iraquiana (també lleugerament toba), de gruix mitjà, no s'estripa fàcilment i és utilitzat majoritàriament per ser farcit amb xauarma en els establiments de menjar ràpid. És popular a Israel, on és comú a les fleques i a les guinguetes d'alimentació.[5][6]